# ウォリスとエドワード 英国王冠をかけた恋
『ウォリスとエドワード 英国王冠をかけた恋』（ - えいこくおうかんをかけたこい、W.E.）は2011年のイギリスのドラマ映画。
歌手で女優のマドンナによる監督2作目の作品で、出演はアビー・コーニッシュとアンドレア・ライズボローなど。イギリス国王エドワード8世とアメリカ人既婚女性ウォリス・シンプソンとのロマンス、いわゆる「王冠をかけた恋」を題材にしている。
2011年の第68回ヴェネツィア国際映画祭で初上映され、第84回アカデミー賞で衣裳デザイン賞にノミネートされた他、第69回ゴールデングローブ賞では作曲賞と主題歌賞にノミネートされ、主題歌賞を受賞した。

## ストーリー
「王冠をかけた恋」をウォリス・シンプソンの視点で描くとともに、彼女の人生に自分の境遇を重ねるニューヨーク在住の既婚女性の姿を並行して描く。
1998年のニューヨークで、一流分析医の妻であるウォリーは、誰もがうらやむセレブ生活を送っていたが、子づくりに非協力的で、仕事と称して家を空けることの多い夫ウィリアムとの生活に心を痛めていた。そんなある日、ウォリーが結婚前に学芸員として働いていたサザビーズで、「王冠をかけた恋」で知られるウィンザー公爵夫妻の遺品オークションが行なわれることになる。ウィンザー公爵夫人（ウォリス・シンプソン）に憧れていた母と祖母に、彼女に因んでウォリーと名付けられたことから、かねてよりウォリスに親しみを感じていたウォリーは、オークションの内覧会に足を運ぶ。様々な遺品を目にしたウォリーは、ウォリスの人生に自分の境遇を重ね合わせ、彼女の幻と対話するようになる。そんなウォリーの姿に亡き妻の面影を感じた警備員エフゲニは彼女に強く惹かれる。そしてウォリーも、ピアノがうまく、知的で紳士なエフゲニに惹かれて行く。
ある日、ウォリーがオークションでウォリスの手袋を1万ドルで落札したことを知ったウィリアムがウォリーを責めたことから、2人は殴り合いの喧嘩となり、ウォリーはウィリアムに激しい暴行を受けてしまう。翌日、オークション会場に姿を見せないウォリーを心配したエフゲニがウォリーの家を訪ねると、怪我をしたウォリーがベッドルームでうずくまって震えていた。エフゲニは彼女を自宅に連れ帰る。そして2人は結ばれ、ウォリーはウィリアムと離婚、画廊で働くようになる。
ウォリーはウィンザー公爵夫妻の不動産などを所有する実業家モハメド・アルファイドがウォリスの手紙を所有していることを知る。アルファイドに会うために作家と偽ってパリまでやって来たウォリーは、「王冠をかけた恋」をウォリスの視点から描きたいと説得し、手紙を見せてもらう。ウォリスの苦悩や葛藤が記された手紙にウォリーは涙する。
エフゲニの子を妊娠したウォリーはウォリスの幻に別れを告げる。

## キャスト
※括弧内は日本語吹替
1998年
- ウォリー・ウィンスロップ: アビー・コーニッシュ（足立友） - 既婚女性。元学芸員。
- エフゲニ・コルパコフ: オスカー・アイザック（高橋研二） - 亡命ロシア人の警備員。
- ウィリアム・ウィンスロップ: リチャード・コイル（英語版） - ウォリーの夫。一流分析医。
- モハメド・アルファイド: ハルク・ビルギナー（英語版） - 実業家で大富豪。
- テンテン: クリスティーナ・チョン（英語版） - サザビーズの学芸員。ウォリーの元同僚。

王冠をかけた恋
- ウォリス・シンプソン: アンドレア・ライズボロー（藤村歩） - 米国人既婚女性。
- デイヴィッド（エドワード8世）: ジェームズ・ダーシー（北田理道） - 英国皇太子。後に国王に。
- アーネスト・シンプソン（英語版）: デヴィッド・ハーバー - ウォリスの2番目の夫。実業家。
- ジョージ5世: ジェームズ・フォックス - 英国王。デイヴィッドの父。
- メアリー王妃: ジュディ・パーフィット（英語版） - デイヴィッドの母。
- スタンリー・ボールドウィン: ジェフリー・パーマー（英語版） - 英国首相。
- バーティ（ジョージ6世）: ローレンス・フォックス - デイヴィッドの弟。退位した兄に代わって国王に。
- エリザベス妃: ナタリー・ドーマー - バーティの妻。
- テルマ・ファーネス子爵夫人: ケイティ・マクグラス - デイヴィッドの愛人。ウォリスにデイヴィッドを紹介。

## 作品の評価
Rotten Tomatoesによれば、113件の評論のうち、高く評価しているのは12%にあたる14件にとどまっており、平均して10点満点中4.24点を得ている。
Metacriticによれば、32件の評論のうち、高評価は3件、賛否混在は20件、低評価は9件で、平均して100点満点中37点を得ている。